# NGC 6233
NGC 6233 é uma galáxia lenticular (S0) localizada na direcção da constelação de Hercules. Possui uma declinação de +23° 34' 49" e uma ascensão recta de 16 horas, 50 minutos e 15,6 segundos.
A galáxia NGC 6233 foi descoberta em 12 de Julho de 1880 por Édouard Jean-Marie Stephan.